# Ihor Smeschko

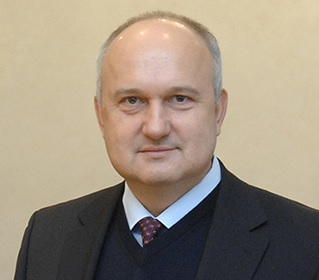
Ihor Smeschko

Ihor Petrowytsch Smeschko (* 17. August 1955 in Chrystyniwka, Oblast Tscherkassy, Ukrainische SSR) ist ein ukrainischer Politiker (Stärke und Ehre) und ehemaliger Geheimdienstchef.
Er war vom 5. September 2003 bis Februar 2005 Chef des ukrainischen Inlandsgeheimdienstes SBU. Zuvor war er seit Juni 2003 stellvertretender Leiter des Nationalen Sicherheits- und Verteidigungsrates der Ukraine.
Im Ausland erreichte Smeschko Bekanntheit im Zusammenhang mit der lebensgefährlichen Dioxinvergiftung des ehemaligen ukrainischen Staatspräsidenten Wiktor Juschtschenko. Nach einem gemeinsamen Abendessen mit Smeschko am 5. September 2004 waren bei Juschtschenko die ersten Symptome der Vergiftung aufgetreten, die wenig später zur dauerhaften Entstellung seines Gesichts führte und öffentlichen Mutmaßungen zufolge darauf abzielte, ihn an einer Beteiligung an den anstehenden Präsidentschaftswahlen zu hindern.
Während der Orangefarbenen Revolution im November 2004 setzte sich Smeschko aktiv dafür ein, bereits gegen die Demonstranten in der Zeltstadt auf dem Majdan Nesaleschnosti vorrückende Truppen des ukrainischen Innenministeriums zu stoppen. Angesichts dessen beendete das Innenministerium die Aktion. Hiermit konnte wahrscheinlich ein Blutvergießen verhindert werden.
Nach seinem Wahlsieg setzte der nunmehrige Staatspräsident Juschtschenko Smeschko ab, neuer Chef des SBU wurde Oleksandr Turtschynow.
Smeschko nahm an der Präsidentschaftswahl in der Ukraine 2019 im ersten Wahlgang am 31. März 2019 teil und erreichte dort mit 6,04 % Stimmenanteil die sechstbeste Platzierung.